# Paropsisterna nigerrima
Paropsisterna nigerrima es una especie de escarabajo del género Paropsisterna, familia Chrysomelidae. Fue descrita científicamente por Germar en 1848.
Habita en Australia.